# John Thornton (philanthrope)
Pour les articles homonymes, voir John Thornton.
John Thornton (1720–1790) est un marchand britannique et un philanthrope chrétien.

## Biographie
Il est le fils de Robert Thornton de Clapham, Surrey, un commerçant qui est devenu administrateur de la Banque d'Angleterre.
Il investit massivement dans le commerce russe et balte et acquiert des richesses qu'il donne à des causes du ministère chrétien. Fervent anglican, il épouse les causes évangéliques, quelle que soit la dénomination, avec de nombreux dons dans diverses parties du monde. Il est surtout connu pour avoir parrainé en partie John Newton, l'ancien commerçant de navires négriers qui est devenu prêtre anglican à Olney, dans le Buckinghamshire de 1764 à 1780, lui donnant 200 £ par an. En 1780, il offre à Newton de vivre à St Mary Woolnoth, Lombard Street - l'église à la mode de Londres où Newton s'est établi comme un Prédicateur renommé pendant plus de vingt ans, et où il termine ses jours. Il aide également Lady Huntingdon à mettre sur pied son école de formation grâce à un prêt sans intérêt.
Thornton est le trésorier d'un fonds levé en Angleterre de 1766 à 1768 par les prédicateurs coloniaux américains Samson Occom et Nathaniel Whitaker pour Moor's School, une école caritative indienne fondée par Eleazar Wheelock à Lebanon Crank, Connecticut. Wheelock utilise les fonds pour établir le Dartmouth College à Hanovre, New Hampshire, et en 1829, l'école nomme l'un de ses principaux bâtiments Thornton Hall. Thornton fait don de son propre argent afin que Wheelock puisse construire un manoir pour le président du collège en 1771. Il se trouve toujours au 4 West Wheelock Street.
Thornton voyage beaucoup et contribue à des églises dans différentes parties du pays, dont Holy Trinity, Clapham, qui devient le centre de la soi-disant Secte de Clapham des réformateurs sociaux chrétiens.
Le 28 novembre 1753, Thornton épouse Lucy Watson (1722 – 1785), fille de Samuel Watson de Kingston upon Hull. Ils ont quatre enfants, dont Samuel Thornton (1754 – 1838), un député, et Henry Thornton (1760 – 1815), banquier, économiste et député.
John Thornton subit une blessure mortelle à la suite d'un accident à Bath et est décédé le 7 novembre 1790.